# Autobahn 602 (Belgien)
Die belgische Autobahn 602, auch auf franz. Autoroute 602 bzw. niederl. Autosnelweg 602 genannt, ist eine Stadtautobahn mit einer Gesamtlänge von zirka zehn Kilometern. 
Sie stellt im Großraum Lüttich eine Verbindung zwischen der A3/A15 sowie der A26 dar und sollte ursprünglich Teil eines Lütticher Autobahnring R7 sein.